# For Lizzie's Sake
For Lizzie's Sake é um filme de comédia dos Estados Unidos de 1913, produzido por Mack Sennett e distribuído pela Mutual Film Corporation.

## Elenco
- Mabel Normand ... Lizzie
- Ford Sterling ... O vilão